# Källeryds ekhage
Källeryds ekhage este o arie protejată (arie specială de conservare — SAC, sit de importanță comunitară — SCI) din Suedia întinsă pe o suprafață de 17,3 ha, integral pe uscat.

## Localizare
Centrul sitului Källeryds ekhage este situat la coordonatele 57°24′50″N 13°38′46″E / 57.4139°N 13.6461°E.

## Înființare
Situl Källeryds ekhage a fost declarat sit de importanță comunitară în ianuarie 2002 pentru a proteja un număr necunoscut de specii din flora spontană și fauna sălbatică aflate în arealul zonei. Situl a fost protejat și ca arie specială de conservare în martie 2011.

## Biodiversitate
Situată în ecoregiunea boreală, aria protejată conține 4 habitate naturale: Păduri de stejar sau de stejar și carpen sub-atlantice și medio-europene de Carpinion betuli, Pășuni din zone de pădure fino-scandinave, Formațiuni ierboase bogate în specii de Nardus, dezvoltate pe substraturi silicioase în zone montane (și în zone submontane, în Europa continentală), Pajiști fino-scandinave uscate până la mezice, bogate în specii de altitudine mică.
La baza desemnării sitului se află un număr nedeclarat de specii protejate.